# Schweizerische Landesausstellung 1939

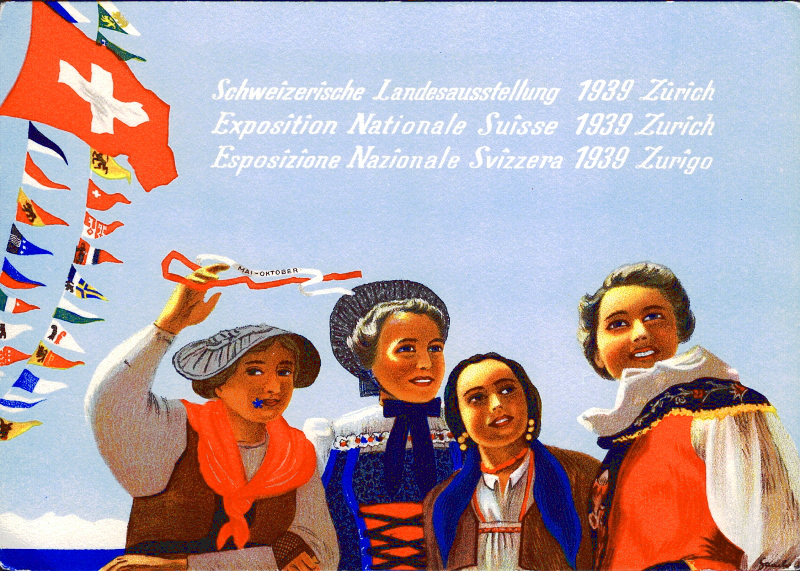
Landi 39

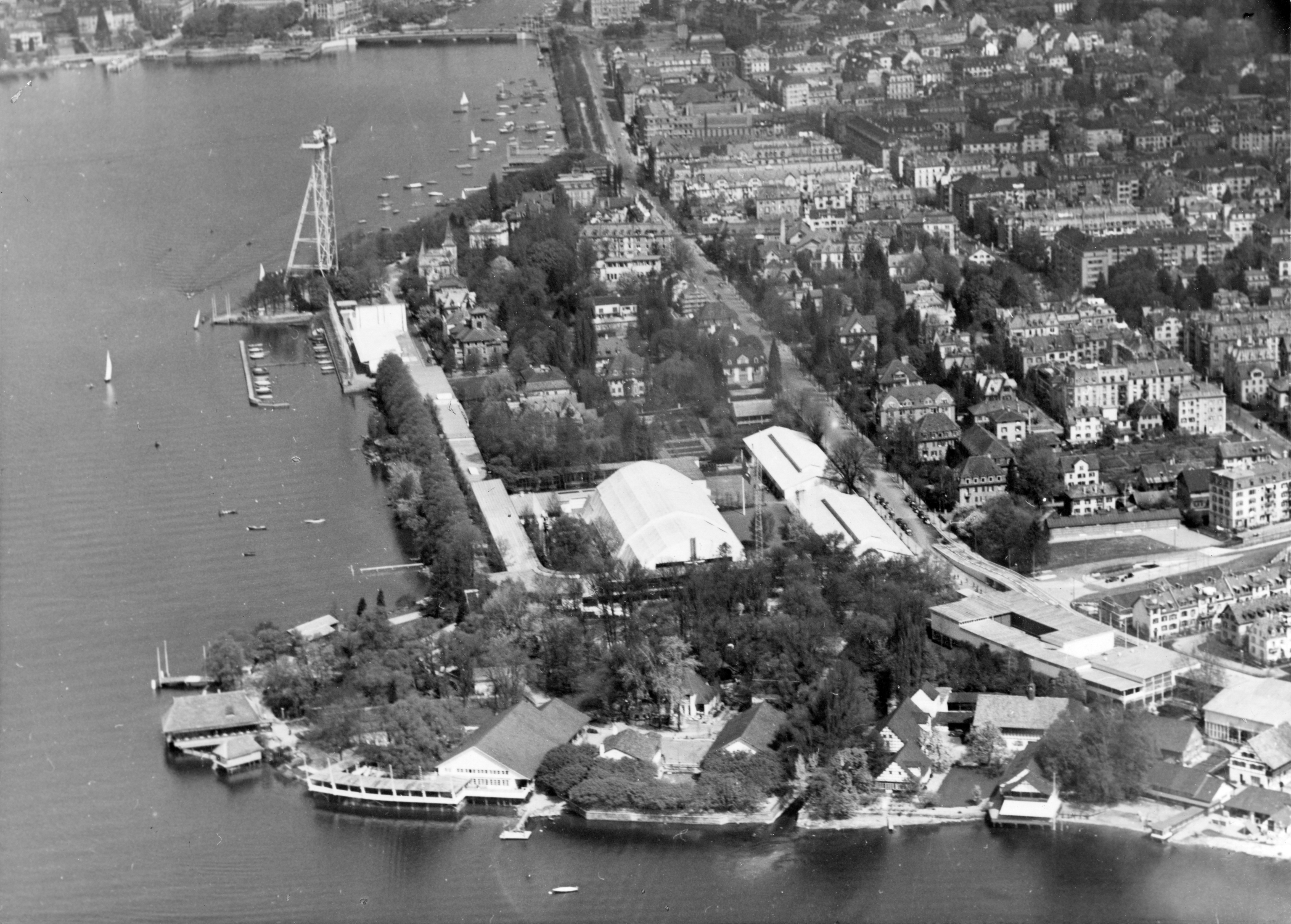
Landi 39: «Landidörfli» Zürichhorn

Die vierte Schweizerische Landesausstellung von 1939, genannt Landi 39, fand in Zürich statt und dauerte vom 6. Mai bis zum 29. Oktober.

## Planung und Austragungsorte
Geplant war die Ausstellung ursprünglich für 1933, dann wurde sie auf 1936 und 1938 verschoben und schliesslich 1939 durchgeführt. Das leitende Gremium wurde im Februar 1936 zusammengestellt, die eigentlichen Vorbereitungsarbeiten dauerten nur knapp zweieinhalb Jahre.
Ausstellungsorte waren verschiedene Plätze und Wiesen am unteren Seebecken des Zürichsees. Die Gesamtleitung der Landi lag beim Architekten und Politiker Armin Meili. Leitender Architekt war der Zürcher Hans Hofmann, die Gesamtleitung für die Bauten lag bei Heinrich Oetiker. 49'500 Personen wohnten der Eröffnungsfeier vom 9. Mai 1939 bei. Die Eröffnungsrede hielt Bundespräsident Philipp Etter.
Neben zahlreichen Konzerten, Theateraufführungen und verschiedenen Attraktionen wurden an der Landi auch das Eidgenössische Trachtenfest, das schweizerische «Landi-Schwinget» sowie am 23. August ein Seenachtsfest mit grossem Feuerwerk durchgeführt.

### Zutritt

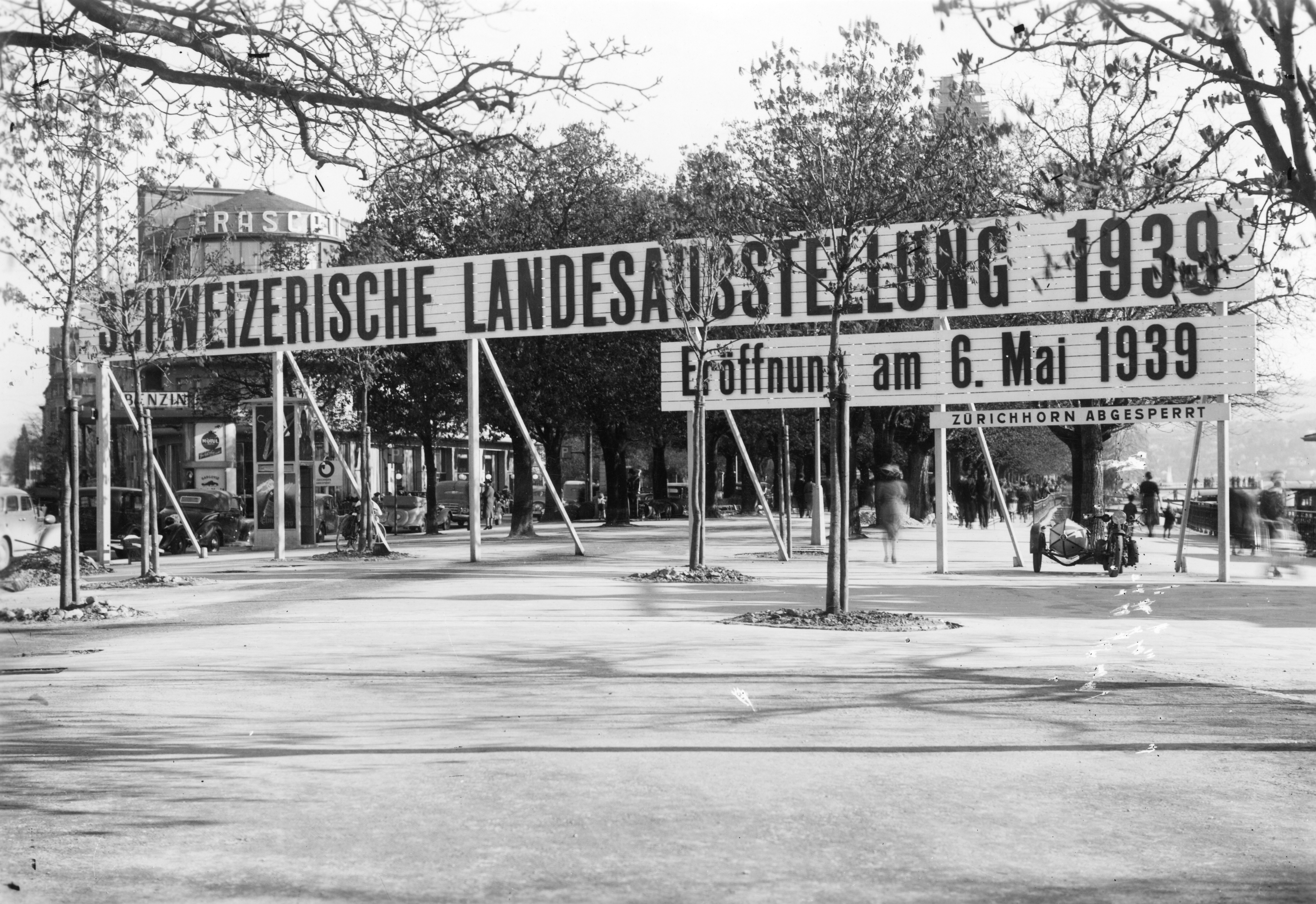
Landi Eingang Seefeldquai

Der Zugang zur Ausstellung erfolgte durch zwei Haupt- und drei Nebeneingänge. In Wollishofen lag der Haupteingang beim Bahnhof, auf der gegenüberliegenden Seite auf der Höhe der Klausstrasse. Ein Eintritt für einen Erwachsenen kostete 2 Franken, eine Abendkarte ab 18 Uhr 1 Franken und eine Dauerkarte 32 Franken. Geöffnet war die Landi von 8 bis 19 Uhr, sonntags ab 9 Uhr. Die Gaststätten waren bis 23 Uhr geöffnet, am Sonntag bis Mitternacht. Die Vergnügungsstätten in der Enge waren jeden Tag bis 3 Uhr morgens geöffnet. Am meisten Besucher – 163'567 – wurden am Sonntag, dem 15. Oktober gezählt. Insgesamt wurde die Landi von 10'507'735 bezahlenden Personen besucht. Trotz der ersten Generalmobilmachung am 1. September 1939 wurde die Ausstellung nicht vorzeitig geschlossen.

## Hintergrund
1939 stand die Schweiz unter dem Eindruck der aggressiven Annexions- und Eroberungspolitik Nazideutschlands, die während der Landi zum Ausbruch des Zweiten Weltkriegs führte. Die Ausstellung stand im Zeichen der Geistigen Landesverteidigung als politisch-kulturellem Programm der offiziellen Schweiz in der damaligen Zeit, die durch die faschistische Bedrohung geprägt war.
Der Zweck der Landi wurde so formuliert: „Die LA soll ein Bild schweizerischer Eigenart und Kultur, schweizerischen Denkens und Schaffens vermitteln, sie soll die vorwärts strebenden wirtschaftlichen, kulturellen, sozialen und politischen Kräfte unseres Landes sammeln und darstellen, der Bevölkerung der Schweiz und fremden Gästen die Leistungsfähigkeit des Schweizervolkes zeigen […] Ebenso soll sie durch Betonung des allgemein Schweizerischen und Gemeinsamen eine eindrucksvolle nationale Kundgebung sein.“

## Geistige Landesverteidigung
Ein halbes Jahr vor Eröffnung der Landesausstellung veröffentlichte der Bundesrat die erste Kulturbotschaft unter dem Titel «Sinn und Sendung der Schweiz». In der darauf beruhenden Staatsdoktrin der Geistigen Landesverteidigung galten rückwärtsgewandte Bilder einer alpinen Bauernkultur als besonders sinnstiftend. Mit pathetischem Beschwören von alten Traditionen, ruhmreicher Geschichte, Heimat und Scholle sollte die Landi ein Sinnbild für Patriotismus, Wehrhaftigkeit und Solidarität sein, ein Bollwerk gegen alles Unschweizerische, zugleich eine Stätte der Erbauung, an der man Kraft schöpfen konnte.
Nach dem Ausbruch des Zweiten Weltkrieges und der Mobilmachung der Armee am 1. September wurde die Landi für drei Tage geschlossen, um diejenigen Waffen, die für den Einsatz bestimmt waren, zu entfernen. Die Wiedereröffnung der Ausstellung wurde vom neu gewählten General, Henri Guisan, veranlasst.

## Elemente der Ausstellung

Systematik des Aufbaus der Landesausstellung

Hauptplätze waren die heute noch so bezeichnete Landiwiese am linken Seeufer in Wollishofen und das Zürichhorn auf der gegenüberliegenden Seeseite, wo das Landidörfli mit Häusern in den traditionellen Baustilen verschiedener Kantone ein beliebter Anziehungspunkt war. Insgesamt standen in 25 Gaststätten rund 15'000 Sitzplätze zur Verfügung.
Auf der linken Seeseite in Wollishofen wurde die moderne Schweiz mit neuer Architektur, Industrie, Gewerbe und technischen Errungenschaften präsentiert. Folgende Themen wurden präsentiert, oft in eigenen Gebäuden: Uhren, Tourismus, Verkehr, Bahnen, Post und Telephon, Kleider und Mode, Essen, Elektrizität, Eisen und Maschinen, Aluminium, Gummi, Chemie, Finanzen und Holz. Die «Höhenstrasse» stand ganz unter dem Motto «Heimat und Volk». Zu den populärsten Gebäuden der Landi gehörte das «Bierhus» des Thuner Architekten Arnold Itten, das mit mehreren Sälen und Terrassen 1400 Personen Platz bot und über eine eigene Metzgerei verfügte.
Mehr gegen die Enge wurden die Themen Bauen, Gas und Wasser, Wohnen, Vorbeugen und Heilen, Sport, Blumen, Lernen, Graphisches Gewerbe, Theater, Schrifttum und Kunst präsentiert. Auch das Nestlé-Kinderparadies lag am linken Ufer, wo unter anderem die damals 20-jährige Trudi Gerster den Kindern Märchen erzählte. Die Vizepräsidentin und nachmalige Zentralpräsidentin des Schweizerischen Lehrerinnenvereins Emma Eichenberger organisierte in der Abteilung Schule den reibungslosen Ablauf der vielen verschiedenen Lektionen.
Auf der rechten Seeseite in Riesbach stand die offizielle Festhalle, die eine Fläche von 7500 m² bedeckte und deren Dach geöffnet werden konnte. Im Landidörfli wurde mit zwölf Gebäuden aus verschiedenen Kantonen die konservative und bäuerliche Schweiz dargestellt. Den Themen Landwirtschaft, Kulturtechnik, Markt und Propaganda, Pflanzenbau, Mosterei und Weinbau, Gemüseanbau, Tierzucht, Milchwirtschaft und Käseherstellung, Landwirtschaftliche Maschinen, Jagd und Fischerei, Vogelschutz und Trachten/Heimatwerk waren eigene Ausstellungen gewidmet.

### Landidörfli

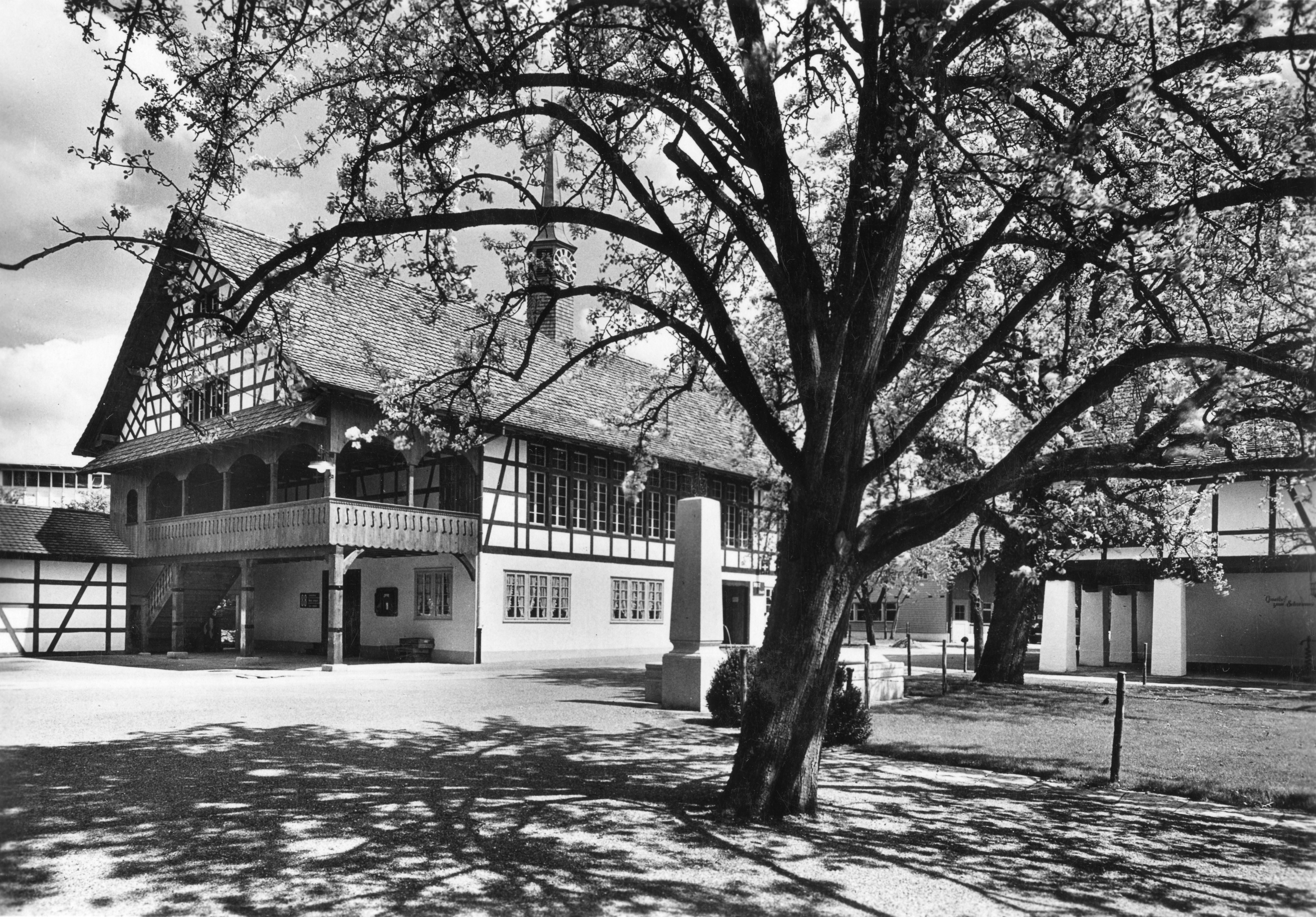
Gemeindehaus im Landidörfli

Im Landidörfli waren zwei Riegelhaus-Bauernhöfe mit roten Ziegeldächern aufgebaut, ein Bergbauernhof aus dem Kanton Schwyz, eine Käserei sowie ein mit einem Türmchen geschmücktes dörfliches Gemeindehaus mit eigener Post gleich hinter dem Gasthof Schwanen.
Im Dörfli standen mehrere Gaststätten wie beispielsweise der «Schwan», die «Rebe», die beliebte «Chüechliwirtschaft» mit der riesigen Halle direkt am See sowie Lokale aus der Ostschweiz, dem Tessin, Graubündens und der Waadt.
Nach der Landi wurden die Gebäude zum grossen Bedauern von Millionen Besuchern abgebaut und in verschiedenen Orten der Schweiz wieder aufgebaut. So steht das Gemeindehaus nun in Berg am Irchel, wo es noch heute als Gemeindehaus dient.

### Schifflibach

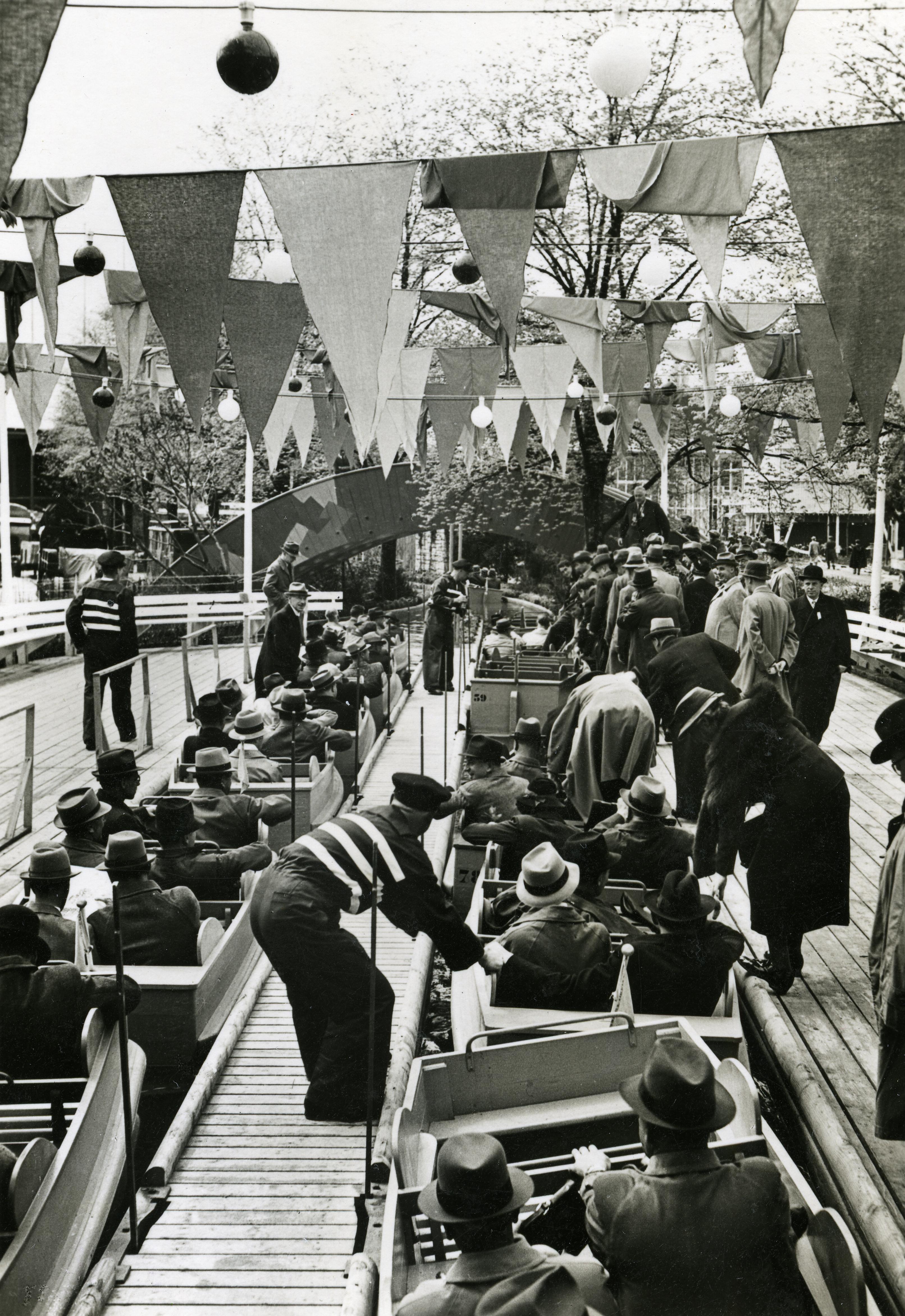
Schifflibach, Mythenquai Enge

Durch die Anlagen, Hallen und Gärten am linken Seeufer führte der 1600 Meter lange Schifflibach. 82 metallene Boote zu 6 Plätzen drehten während 14 Stunden täglich ihre Runden. Die Idee dafür übernahm Direktor Meili aus Wien, wo schon in den frühen Zwischenkriegsjahren Boote für den Personentransport in Ausstellungen eingesetzt wurden. Der Bach wurde von der Versuchsanstalt für Wasserbau der ETH Zürich entworfen und dort in Modellgrösse getestet.
Der Bach bestand aus einer 1,50 Meter breiten und 50 Zentimeter tiefen Rinne aus Beton, deren leichtes Gefälle den Booten eine Geschwindigkeit von 1,5 Metern pro Sekunde verlieh. Nach rund 800 Metern wurden die Boote durch ein baggerartiges Hebelwerk um 1,30 Meter angehoben, damit sie ihre Fahrt fortsetzen konnten. An der Endstation zog ein zweites Hebelwerk die leeren Boote zurück zum Ausgangspunkt beim Belvoirpark. Für die Nacht war in den Hallen und im Freien eine Beleuchtung installiert worden.
Eine Fahrt im Schifflibach kostete 50 Rappen, was einem Gegenwert von 2 Kilogramm Brot entsprach. Während der Landi fuhren rund 705’000 Personen im Schifflibach, was zu Einnahmen von 1.475 Millionen Franken führte; budgetiert war ein Drittel davon.
Nach der Landi wurden rund 15 Boote noch für militärische Zwecke im Sihltal genutzt. Einzelheiten dazu sind nicht bekannt.

### Seilbahn

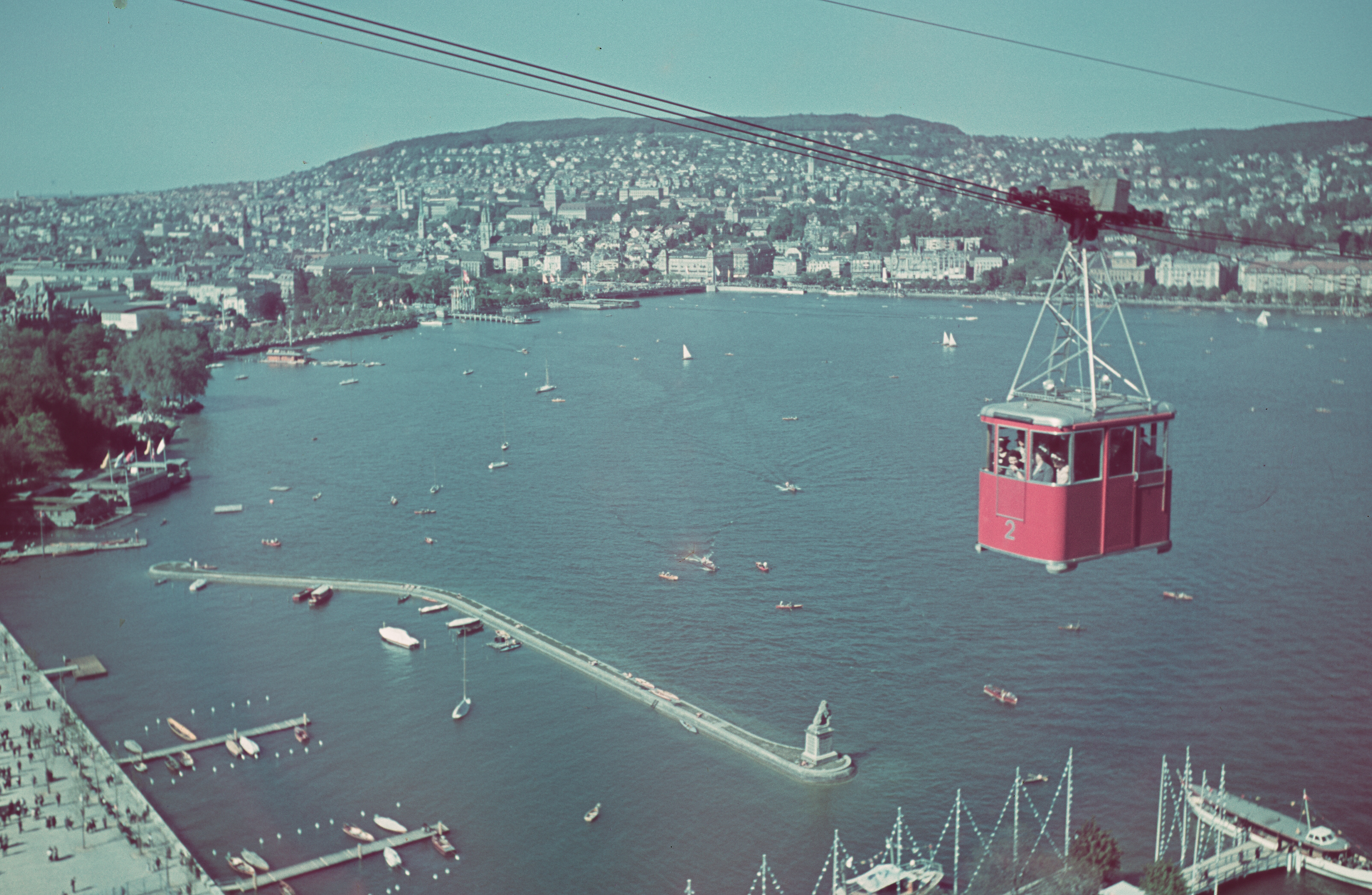
Seilbahn

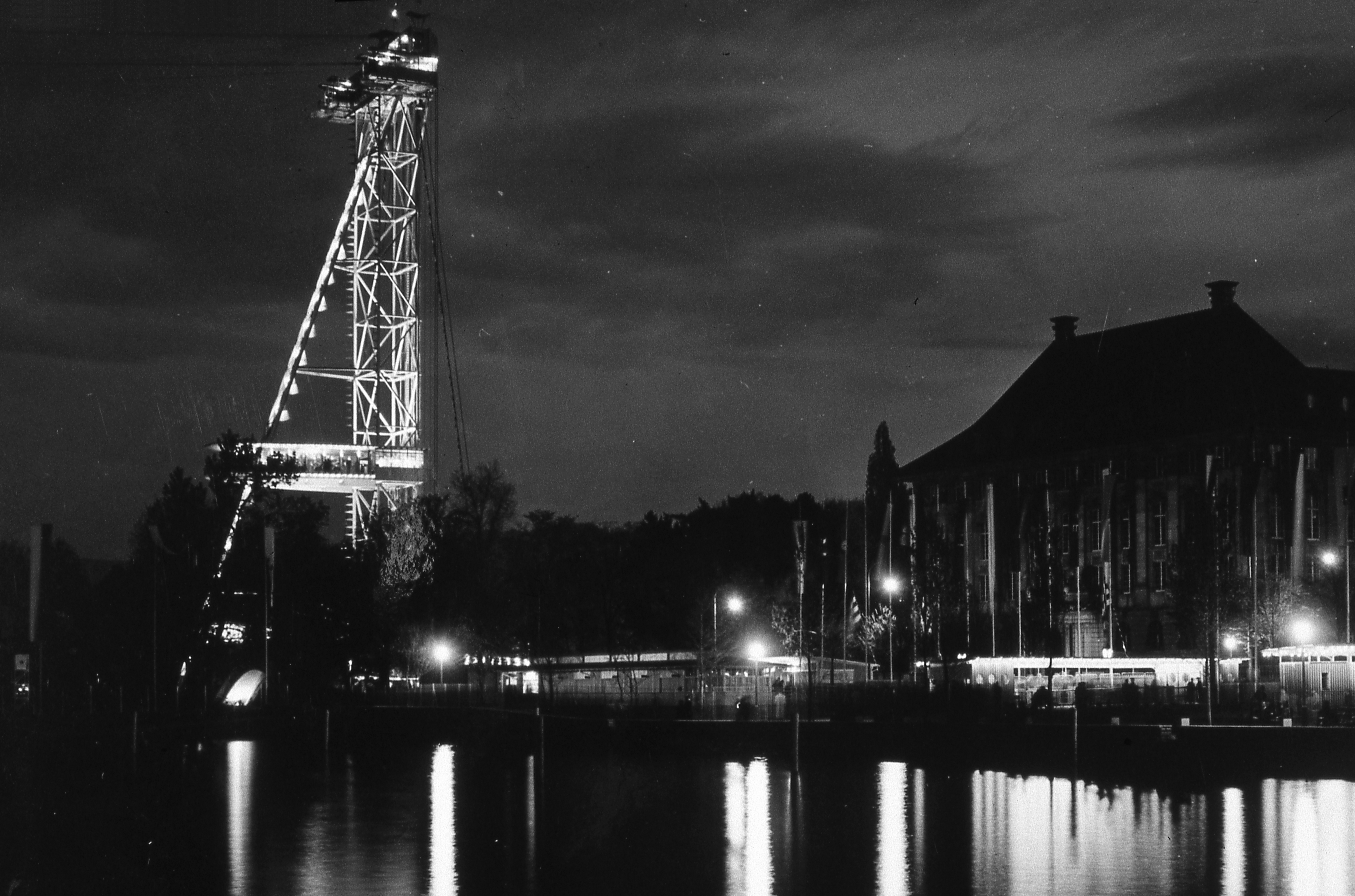
Seilbahnturm Mythenquai

Die beiden Ausstellungsplätze Landiwiese und Zürichhorn waren durch eine Luftseilbahn mit der damals längsten Spannweite von 900 Metern verbunden. Treibende Kraft für den Bau der Bahn waren mehrere Firmen aus der Metall- und Bauindustrie, die sich für dieses Projekt zu einer Aktiengesellschaft zusammenschlossen. Die Bahn galt als Wahrzeichen der Landi.
Die beiden je 20 Personen fassenden Kabinen wurden über zwei 75 Meter hohe Türme erreicht, die auf bis zu 25 Meter tief in die Erde getriebenen Pfählen aus Eisenbeton ruhten, die nach dem Abbruch der Bahn im Boden verblieben. Die Seile wurden durch einen Elektromotor am rechten Turm angetrieben. Die Fahrzeit betrug knapp 3 Minuten; pro Stunde konnten 15 Kabinen abgefertigt werden. Die beiden Aufzüge boten sieben Personen Platz und waren an der Aussenseite des Turmes angebracht; einer war damals mit 4 Metern pro Sekunde der schnellste Lift Europas. Im linksufrigen Turm war ein Restaurant für 110 Personen untergebracht.
Die Fahrkosten betrugen für einen Erwachsenen 1,50 Franken, mehr als der Stundenlohn eines Fabrikarbeiters. Kinder bezahlten die Hälfte. Im Verlauf der Landi fuhren rund 705'000 Personen mit der Gondelbahn.
Nach dem Ende der Landi fiel die Bahn dem Bedarf der Rüstungsindustrie nach Stahl zum Opfer: Die beiden Türme wurden zu Panzerkuppeln für Bunkeranlagen des Réduit, das Tragseil diente dem Bau von Panzersperren im Sihltal. Die Kabinen wurden für die 1954 eröffnete Luftseilbahn Adliswil–Felsenegg verwendet. 1960 wurden sie durch modernere Gondeln ersetzt.
Eine Alternative zur Seilbahn boten die vier extra für die Ausstellung erbauten kleinen Landi-Schiffe «Taucherli», «Schwan», «Möve» und «Ente», die die Seeufer miteinander verbanden. Daneben verkehrten zahlreiche Seetaxis und Boote des privaten Dampfschiffverbandes. Der gesamte Seeverkehr im unteren Seebecken unterstand der Seepolizei.

### Höhenstrasse
Die 7 Meter breite Höhenstrasse stand unter dem Motto «Heimat und Volk». Sie war das ideelle Hauptstück der Landesausstellung und stellte in ihrer Formensprache ihre Wirbelsäule dar. Dargestellt wurden die Geschichte der Schweiz und die Autonomie von Kantonen und Gemeinden betont.
Sie führte vom Eingang 700 Meter nach Norden und war unter freiem Himmel überdeckt mit den Fahnen der damals rund 3000 Gemeinden der Schweiz und der Kantone. Von der Hauptachse zweigten mehrere architektonisch unabhängige Pavillons ab, von denen jeder unter einem Thema stand. An ihrem Eingang, neben den Worten des Liedes «O mein Heimatland, o mein Vaterland, wie so innig, feurig lieb ich dich» von Gottfried Keller stand das vier Meter hohe Fresko «Heimatliebe» des Malers Paul Bodmer.
In ihrem zweiten Teil, wo systematisch die Geschichte der Schweiz dargestellt wurde, verlief sie auf einer höheren Ebene über andere Pavillons hinweg. Dadurch konnten die Besucher nicht ausweichen und waren gezwungen, sich mit der Ausstellung zu befassen. Begleitet wurden die Menschen durch das Rauschen des Schifflibaches, der parallel zur Höhenstrasse verlief.
In den Räumen «Unser Land», «Unser Volk» und «Frei, auf ewig frei» wurde mit Bildern, Statistiken und Grafiken viel Schulwissen vermittelt; soziale Institutionen und historische Persönlichkeiten wurden präsentiert. Mit kleinen Figürchen von Brautpaaren wurde dargestellt, dass damals jeder achte Schweizer eine Ausländerin heiratete.
Das 45 Metern lange Wandgemälde «Das Werden des Bundes» von Otto Baumberger zeigte die Schweizer Geschichte von 1291 bis 1939 und sollte einen Zusammenhang vom Rütlischwur bis zur geistigen Landesverteidigung herstellen.
Die Frauenorganisationen organisierten einen «Pavillon der Schweizerfrauen», in dem sie den Nutzen der Frauen für die Volkswirtschaft und die geistige Landesverteidigung darstellten und auf die politische Ungleichbehandlung der Frauen aufmerksam machten. Zahlreiche Frauenberufe wurden gewürdigt. In der grossen Ehrenhalle, in der hundertfünfzig grosse Persönlichkeiten der Schweiz porträtiert wurden, wurden drei Frauen besonders hervorgehoben: die Schriftstellerinnen Anne Louise Germaine de Staël und Johanna Spyri sowie Marie Heim-Vögtlin, die erste diplomierte Ärztin der Schweiz.

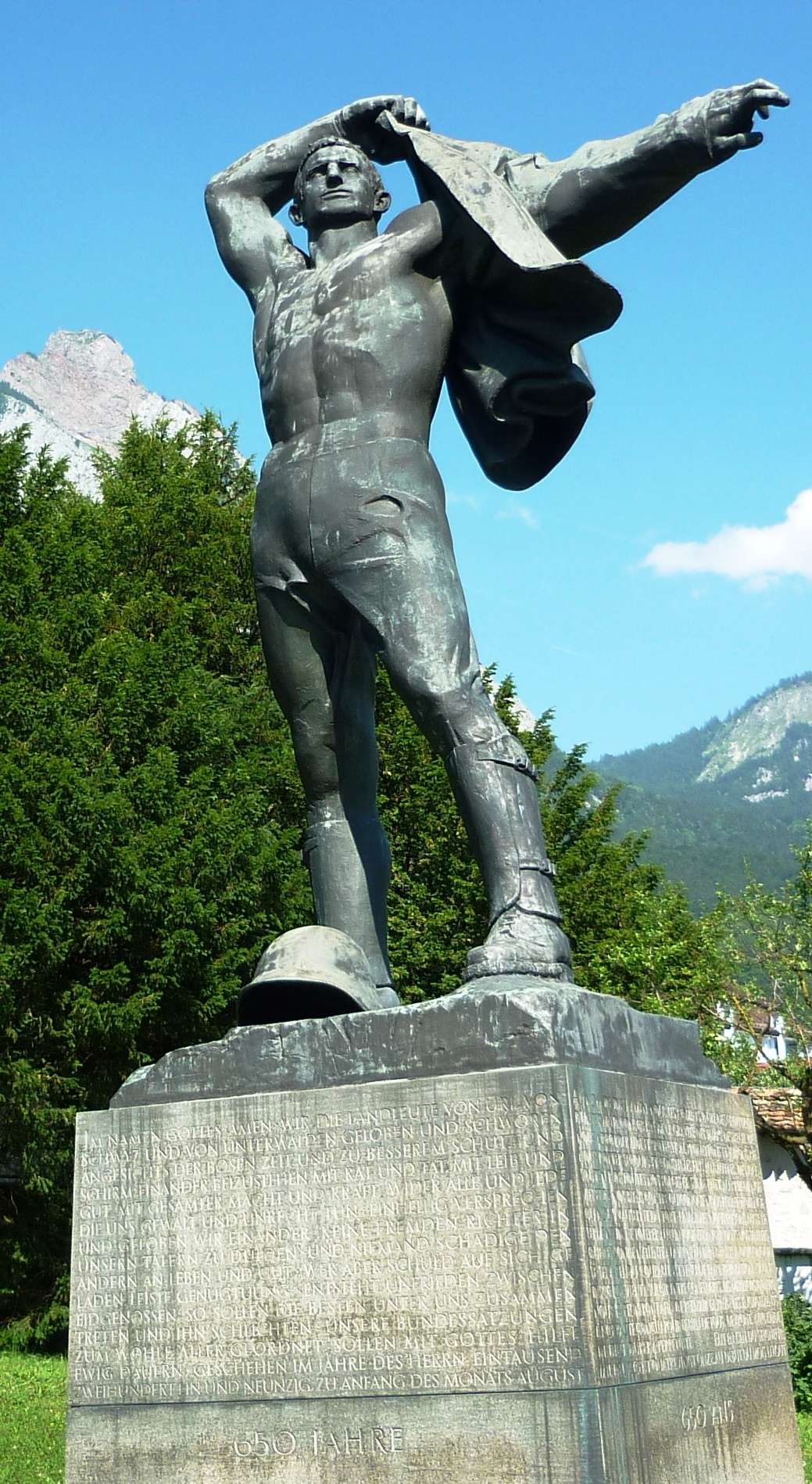
Die Skulptur «Wehrbereitschaft» wurde für die Landi 39 von Hans Brandenberger erschaffen. Seit 1941 steht eine Kopie davon im Park des Bundesbriefmuseums in Schwyz.

In einem Raum der Abteilung «Wehrwillen» mit Granitboden stand einzig Hans Brandenbergers bis zur Decke reichende Statue eines Soldaten, der sich den Uniformkittel anzog. An der Wand die Fahnen der drei Urkantone, ein Auszug aus dem ausgestellten Bundesbrief von 1291 und der Gleichheitsartikel aus der damaligen und heutigen Verfassung. Dazu ertönte die Landeshymne Rufst du, mein Vaterland.
Im letzten Raum «Gelöbnis» ertönte die Landeshymne noch ein zweites Mal. In der Mitte stand eine Gruppe von vier Männern unter einer «Genius» genannten schwebenden Figur des Genfer Künstlers Luc Jaggi, an der Wand der Anfang der Landeshymne in den vier Landessprachen. Am Schluss der Höhenstrasse sollte das Gelöbnis Sinn und Gewicht erhalten und sollte jeder wissen, was er zu verteidigen hatte.

### Wehrwesen
Grundgedanke der Abteilung für Wehrwesen an der LA war es, die Verbundenheit zwischen Armee und Volk darzustellen. Im Freien gab es Waffenschauen, unter dem Thema «Heimat und Volk» gab es Ausstellungen und auf der Allmend Wollishofen wurden im August Funktion und Einsatz moderner Waffen von Infanterie, Artillerie und Fliegertruppen gezeigt. «Ein knatterndes Schauspiel von beklemmender und zugleich beruhigender Eindringlichkeit, führte es doch jedermann die gewaltigen und schlagkräftigen Auswirkungen des unerbittlichen schweizerischen Verteidigungswillens vor Augen.», wie Paul Alfred Sarasin in einer Festschrift schrieb. Die von Hans Brandenberger gestaltete Plastik «Wehrbereitschaft» stand im Pavillon «Wehrwesen» an der Höhenstrasse und traf den Zeitgeist.

„Möge die Waffenschau, […], mögen die Vorführungen im Freien in allen Zweiflern die Zuversicht säen, in die Gleichgültigen den Wehrwillen pflanzen, in den Vertrauenden das Vertrauen stärken, in den Landesfremden die Überzeugung von der allzeit abwehrbereiten Schweiz wachsen lassen!“

## Bauten
Um Platz für die Landi zu schaffen, wurden am rechten Seeufer das alte Casino Zürichhorn sowie mehrere Schuppen abgerissen; am linken Ufer standen keine Gebäude im Wege. Hingegen wurden im Gebiet der heutigen Landiwiese umfangreiche Seeauffüllungen durchgeführt – eine gute Gelegenheit, das Aushubmaterial des nahe gelegenen Enge-Tunnels zu entsorgen. Die Uferpartien wurden mit heute noch sichtbaren Sandsteinblöcken gesichert. An beiden Ufern wurden Schiffstege gebaut, um den Transport über den See optimal gestalten zu können.
Auf Monumentalbauten wurde verzichtet, mit jedem Aussteller wurde in kurzer Zeit individuell ein passender Bau entworfen. Am linken Ufer entstand eine grosse Maschinenhalle des Architekten Robert Winkler. Sie war das einzige Gebäude der Landi, das nach der Ausstellung weiter verwendet werden sollte, als Montagehalle für Flugzeuge. Alle andern Bauten wurden wieder entfernt; nur Ufersicherungen, Wege, Gartenanlagen und Kanalisation blieben bestehen.
Ein weiterer auffallender Bau am linken Ufer war das kubische «Palais des Attractions», das Platz bot für gut 2500 Personen. Es war aufgeteilt in zwei Räume: südlich lag das Dancing, in dem unter anderem Teddy Stauffer und seine Teddys aufspielte. Im Norden lag der sogenannte «Rummelplatz», in dem auf einer Arena unter einer Kuppel, die sich bei schönem Wetter öffnen liess, verschiedene Attraktionen geboten wurden wie Ballettaufführungen, Festspiele der Kantone, Darbietungen von Orchestern, Steptänzer oder ein Auftritt der Kunstreiter José Moeser und Cilly Feindt, für die der Raum als Zirkus umgestaltet wurde.

## Kunst (Auswahl)

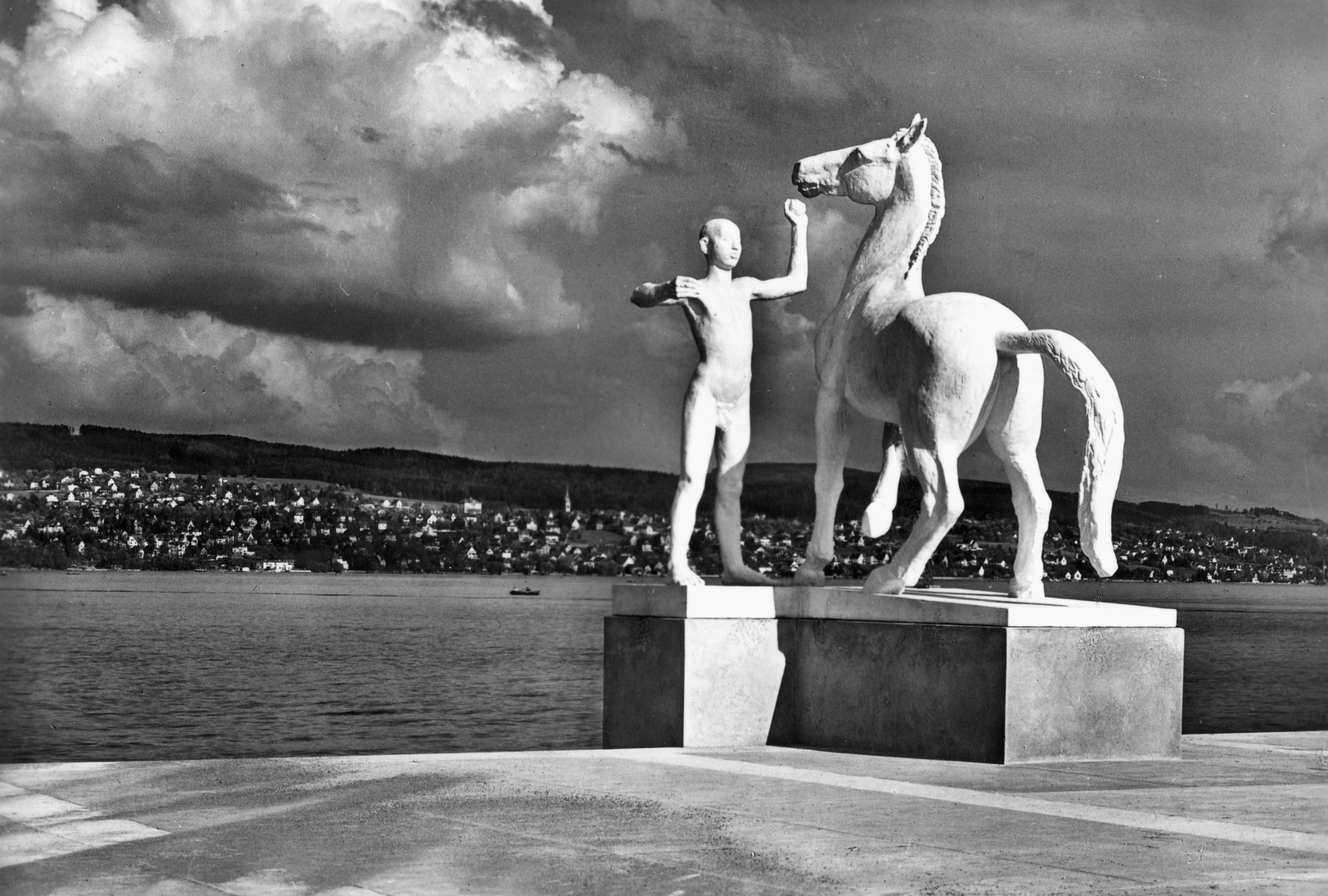
Bänninger: Knabe mit Pferd

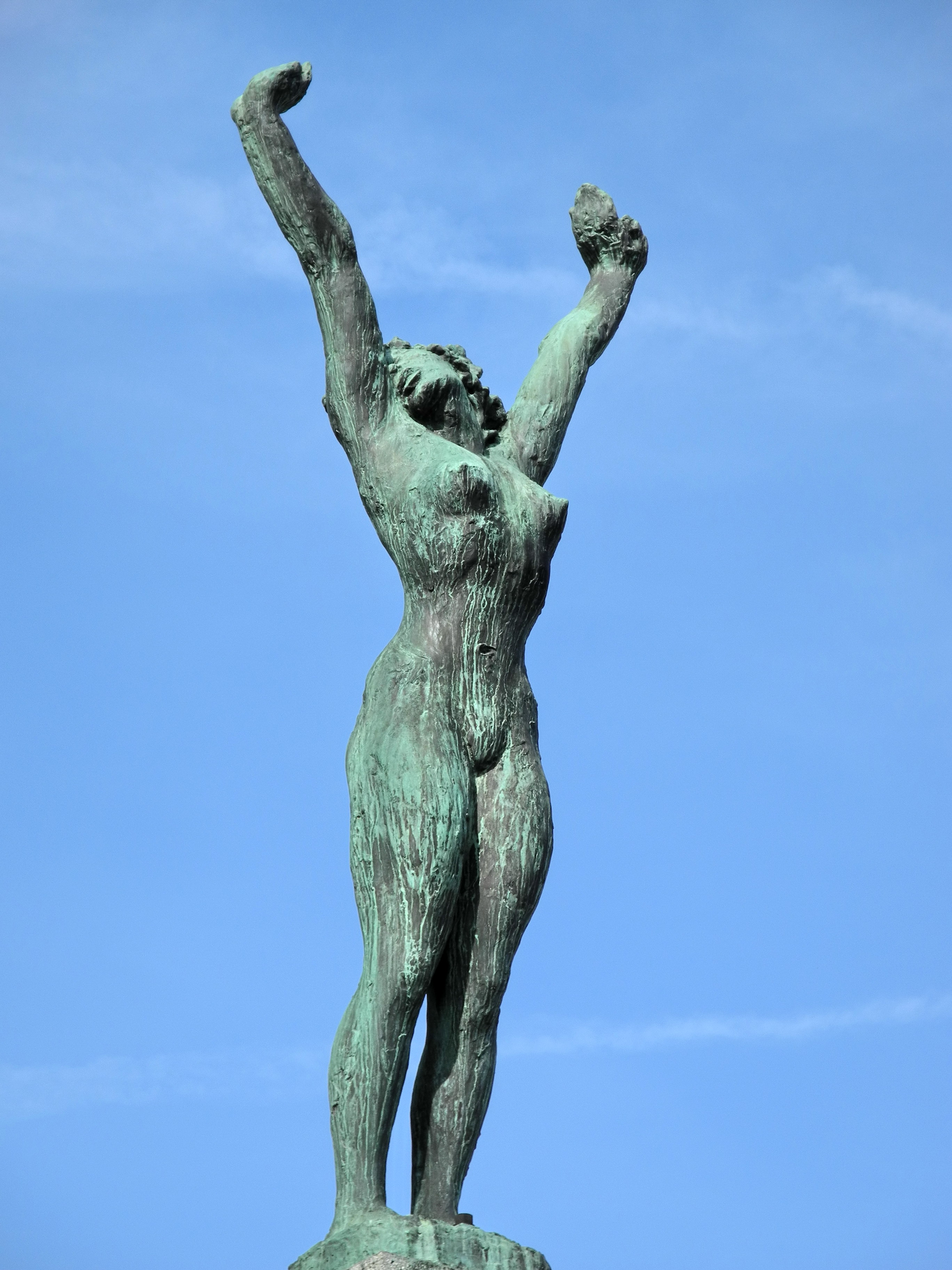
Mädchen mit erhobenen Armen (Hermann Haller, 1939)

### Skulpturen
Für die Landi 39 wurden zahlreiche Wandgemälde und Skulpturen geschaffen. Viele sind verschwunden, andere haben sich, wenn einige auch nur zum Teil, erhalten.
Eine der dominantesten Figuren schuf Otto Charles Bänninger, der am linken Seeufer die überlebensgrosse Gipsskulptur «Knabe mit Pferd» ausstellte. Davon existieren nur noch Fotografien; der Pferdekörper wurde zerstört, der Knabe ist im Besitz der Stadt Zürich.
Die Steinskulptur «Schreitender Löwe» von Karl Geiser, der während der Landi am Aufgang zur Höhenstrasse in Wollishofen stand, steht heute vor der kantonalen Verwaltung am Walcheplatz in Zürich.
Die 5,80 Meter hohe Skulptur «Wehrbereitschaft» von Hans Brandenberger in der Abteilung «Wehrwillen» an der Höhenstrasse zeigt einen Mann, der in seinen Kittel schlüpft und so den Wehrwillen verkörpern soll. Sie bestand aus Gips und ist heute verschwunden.
Nach der Landi schuf Brandenberger den Wehrmann aus Castione-Marmor nach. Die Kopie ist einen Meter kleiner und weicht in seiner Form etwas vom Original ab. Die Statue steht an der Ecke Rämistrasse 80 in Zürich. Eine weitere Kopie aus Bronze, ein Abguss des Originals aus Gips, steht in Schwyz beim Bundesbriefmuseum. Sie wurde 1941 dem Archiv von den Auslandschweizern anlässlich der 650-Jahr-Feier geschenkt.
Vor dem Anatomie-Pavillon stand die Skulptur «Mutter und Kind» des Bildhauers Franz Fischer.
Auf der Landiwiese steht heute die Bronzeskulptur "Mädchen mit erhobenen Armen", die der Zürcher Bildhauer Hermann Haller damals aus Gips für die Landesausstellung 1939 geschaffen hat. 1968 kam die Statue durch die Schenkung der Haller-Erben in Besitz der Stadt Zürich, welche sie in Bronze goss. Bezüglich dem Modell für die Plastik sind sich die Quellen uneinig.

### Wandbilder

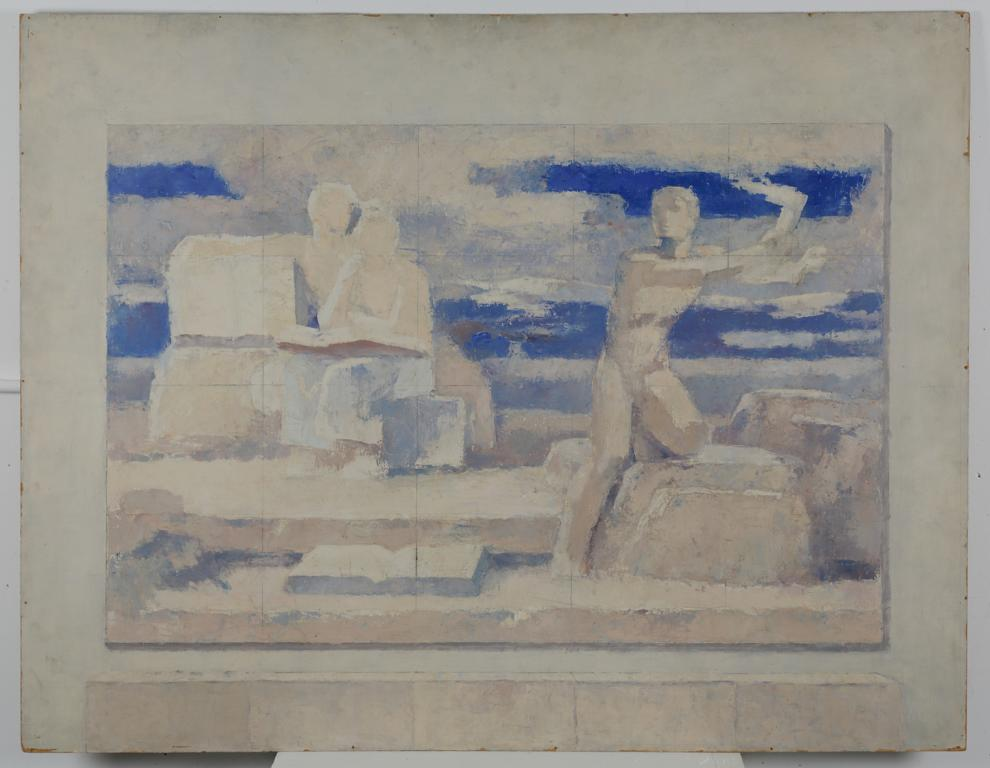
Karl Walser, Der Fackelträger. Studie zu einem Wandbild für die Landi 1939.

Ein grosses Wandbild stammte vom Luzerner Maler Hans Erni. Für die Aussenwand eines Musterhotels schuf er das rund hundert Meter lange und fünf Meter hohe Wandgemälde Die Schweiz. Das Ferienland der Völker. Auf dem Bild waren die technischen Errungenschaften, die Landschaften und traditionelle Bräuche kaleidoskopartig dargestellt, beispielsweise der neuste Sondertriebwagen der SBB, die Douglas DC-3 der Swissair, sowie Seen, Alpenblumen, Tiere, Handwerke und Berge. Gemalt war es auf einzelne Sperrholzplatten, die vor Ort zusammengesetzt wurden. Gotthard Jedlicka schrieb dazu, Erni sei mit seinem Gemälde «über Nacht berühmt geworden, weil er mit einer Mischung aus Primitivität und Raffinement, von Bauernmalerei und Photomontage einen riesigen und witzigen Werbeprospekt für Reisen in die Schweiz und für die schweizerische Geistesgeschichte» gestaltet habe. Nach der Ausstellung lagerte das Bild lange in einem Romanshorner Güterschuppen der SBB, die es 1990 dem Landesmuseum stifteten, wo es heute in Teilen ausgestellt ist. Die 850000 Franken für die nötige Restauration kamen hauptsächlich durch den Verkauf von 750 Exemplaren einer Faksimile-Lithografie zusammen.
Zwei weitere monumentale Wandbilder schuf Victor Surbek, eines davon in gemeinsamer Arbeit mit seiner Frau Marguerite Frey-Surbek, mit Martin Christ und mit Herold Howald. Victor Surbeks alleiniges Wandgemälde mit dem Titel Holzhauer im Winterwald war in der Eingangshalle der Ausstellung Unser Holz zu sehen. Das 200 Meter breite Gemeinschaftswerk Schweizer Landschaften konnte in der Halle Strassenverkehr besichtigt werden.
Aufsehen erregte auch das Wandbild Christophorus im Landi-Jugendhaus von Willy Fries. Ein riesiger Christophorus trägt den kleinen Jesus über den Zürichsee. Die Frage der Besucher, warum der Junge nicht einfach die Seilbahn genommen habe, führte zu unfreiwilliger Komik. Das 45 Meter lange Wandgemälde Das Werden des Bundes an der Höhenstrasse von Otto Baumberger zeigte die Schweizer Geschichte von 1291 bis 1939. Was mit dem Werk nach der Ausstellung geschah, ist unklar, heute ist es verschollen. Für den Haupteingang in Riesbach zur Abteilung «Landwirtschaft» am rechten Seeufer schuf der Urner Maler Heinrich Danioth das Wandbild Arbeit und Leben der Bauern. Das Wandbild Eisen-Bearbeitung in der Maschinenhalle der Abteilung Eisen, Metalle und Maschinen stammte von Otto Morach, den Eingang zur Abteilung Kleider machen Leute schmückte das grosse Sgraffito Textilkunst von Maurice Barraud. Diese und andere Wandbilder wurden zusammen mit den Gebäuden nach dem Ausstellungsende abgebrochen. Der Künstler Karl Walser schuf für die Landi das Werk "Der Fackelträger". Das Wandbild ist mit Öl auf Leinwand gemalt und misst 4 × 6 Meter. Es befindet sich heute in der Kantonsschule Solothurn.

## Finanzielles
Anstelle der budgetierten 5,5 Millionen Franken an Eintrittsgeldern wurden über 10 Millionen eingenommen. In den Wirtschaften rechnete man mit einem Ertrag von 1,45 Millionen, daraus wurden fast 3,5 Millionen. Auch die künstlerischen Veranstaltungen brachten mehr als das Doppelte der veranschlagten 250'000 Franken ein. Als finanziell äusserst ertragsreich erwies sich der Schifflibach, der anstelle der vorgesehenen 100'000 Franken zu einem Reingewinn von fast einer Million führte. Aus der Landi resultierte ein Reingewinn von 6,4 Millionen Franken, mit denen die bezogenen Subventionen zurückbezahlt wurden.

## Varia
- Das Landidörfli wurde auch musikalisch verewigt: Das Jodelduo Marthely Mumenthaler-Vrenely Pfyl nahm gleich mehrere Landi-Lieder auf: 1939 Landi-Dörfli (Komponist Robert Barmettler), Uf der Landi-Schwäbibahn, 1940  'S isch 's Landi-Dörfli gsi!, Abschied von der Landi.[26]

- Von Globi erschien 1939 der Band «Globi an der Landes-Ausstellung». Es handelt sich um den begehrtesten und seltensten Titel, der nur in einer Auflage von 5000 Exemplaren erschien.[27]

- Anlässlich der Landi brachte die Post 1939 drei Sonderbriefmarken heraus. Jede Marke erschien in drei Varianten: mit deutschem, französischem und italischem Text.[28]

## Heutige Zeugen der Landi
Ein gewichtiger baulicher Zeuge des Landidörflis ist der sogenannte Landisaal mit seinen charakteristischen halbrunden Fensteröffnungen, heute ein Anbau des Landgasthofes Zur Au in Wädenswil. Dieser ursprünglich offene Saal diente während der Landi als Schutz gegen Regen und Sonne. Der Saal wurde nach dem Ende der Ausstellung an einem unbekannten Ort zwischengelagert, bis er 1959 auf Betreiben des Wädenswiler Brauereibesitzers Fritz Weber-Lehnert auf die Au gebracht wurde. Zu Beginn diente er als Wetterschutz für die Gäste, heute dient er als Saal für Essen und Anlässe.
Ein weiteres Gebäude, das sich aus der Landi in die heutige Zeit retten konnte, ist das Riegelhaus, das als «Chäshüsli» im Landidörfli stand. Heute steht es auf dem Gelände der Schweizerischen Epilepsie-Stiftung Epi in Riesbach. Die damalige Schweizerische Anstalt für Epileptische kaufte der nordostschweizerischen Käserei- und Milchgenossenschaft das Häuschen für 5000 Franken ab. Es wurde abgebaut und 1941 bei der Epi wieder zusammengesetzt. Zuerst waren verschiedene Handwerkswerkstätten darin untergebracht, heute sind darin eine Dachwohnung und eine Bibliothek eingerichtet sowie Büros der Zentralen Dienste.
Ein Design-Klassiker über viele Jahrzehnte war der für die Ausstellung von Hans Coray entworfene Landi-Stuhl aus gehärtetem Aluminium. Aus der Landi hervor ging der Landistil, der sich durch eine funktionale, leichte und reduzierte Gestaltung auszeichnet.
Als weiterer Klassiker erwies sich die Sitzbank im Bauhausstil mit ergonomisch gekrümmter Sitzfläche und Lehne, die von den Architekten Alfred Altherr und Charles Hoch für die Landesausstellung entworfen wurde. Die «Landi Bank» wird auch heute noch von der Firma BURRI public elements AG in Glattbrugg ZH hergestellt und steht in verschiedenen Varianten auf zahlreichen Plätzen, Bahnhöfen und Gartenanlagen. Zu den verschiedenen Varianten der Landi Bank ist auch ein Tisch erhältlich.

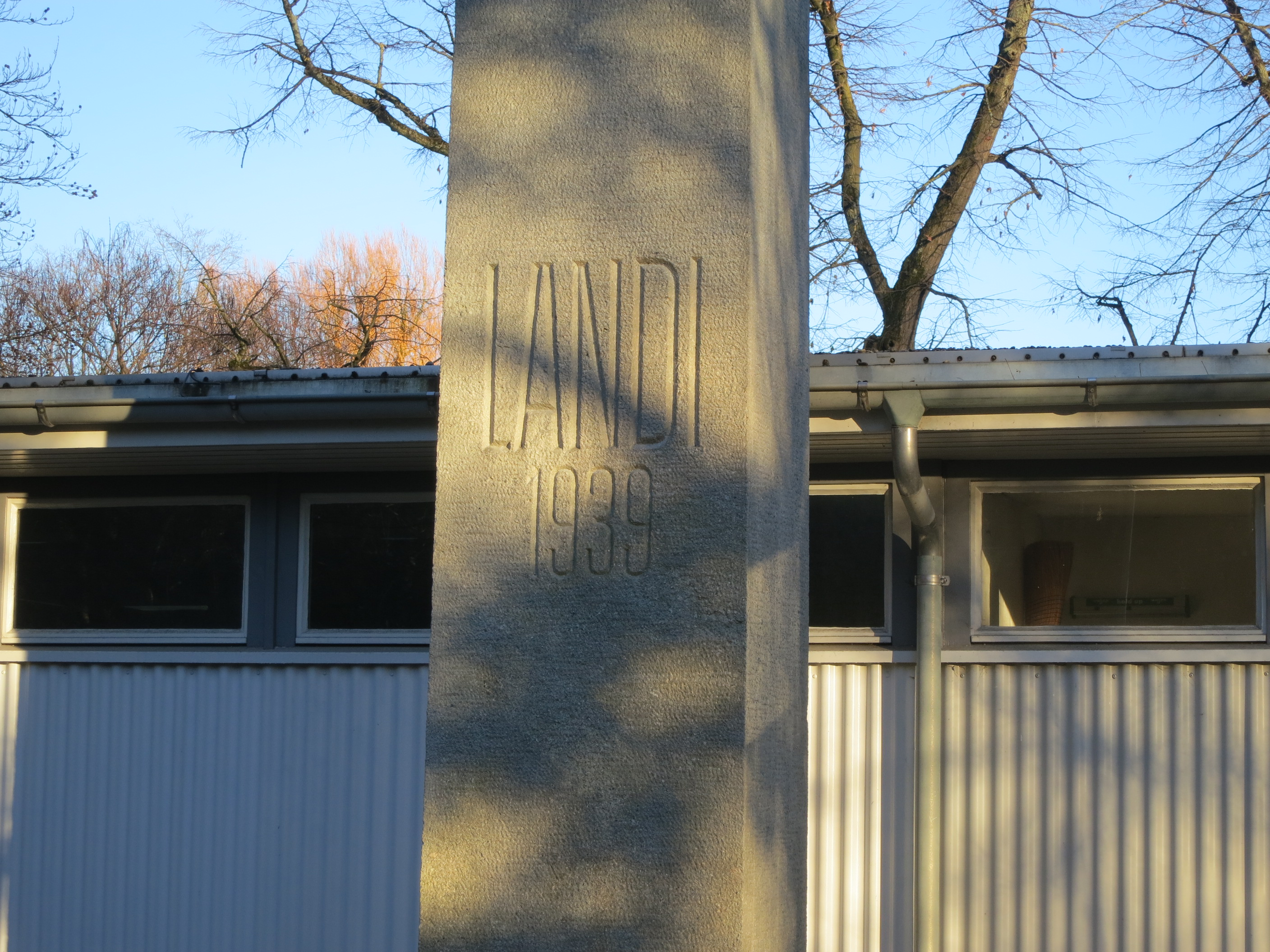
Erinnerungsstein am See
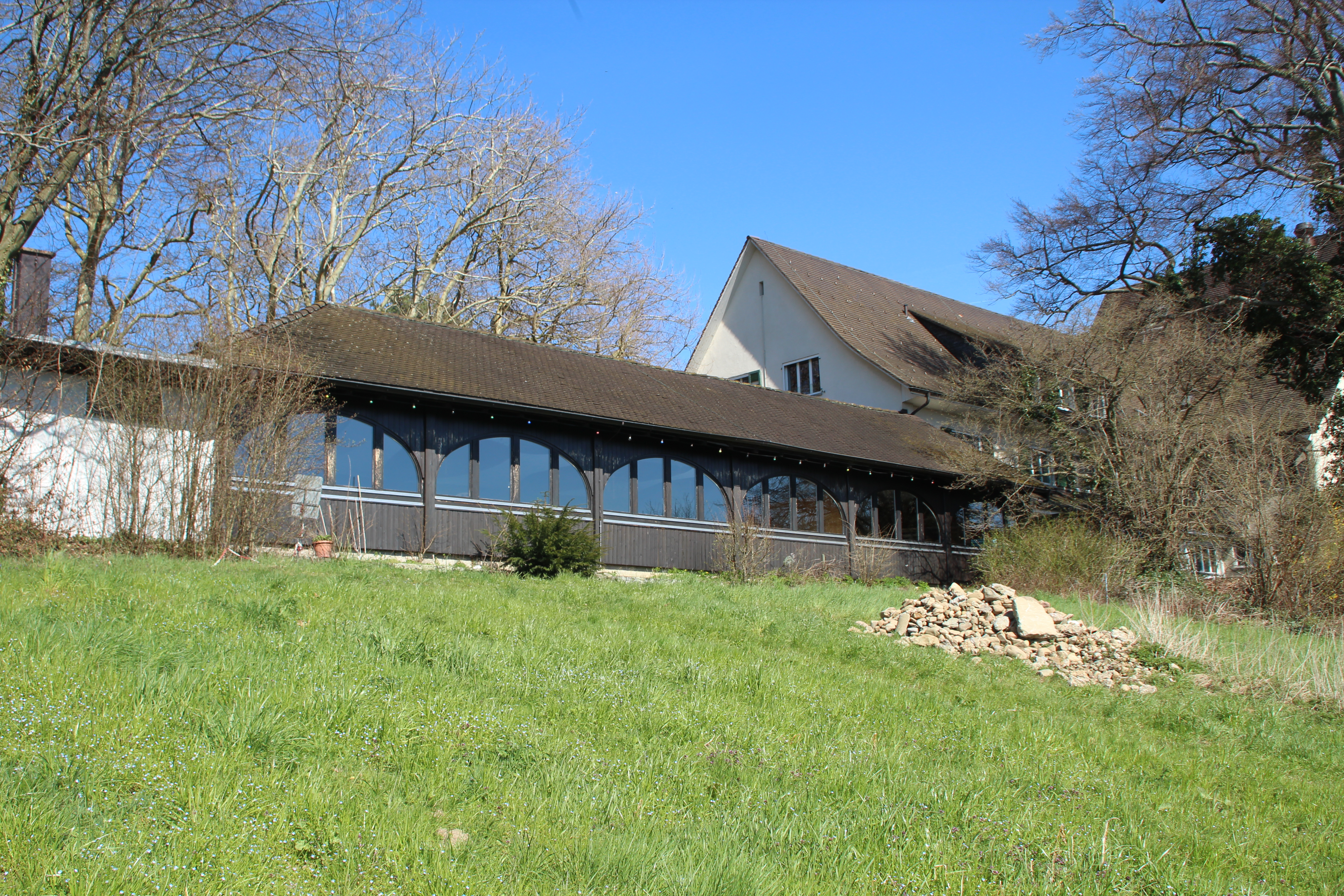
«Landisaal» auf der Halbinsel Au
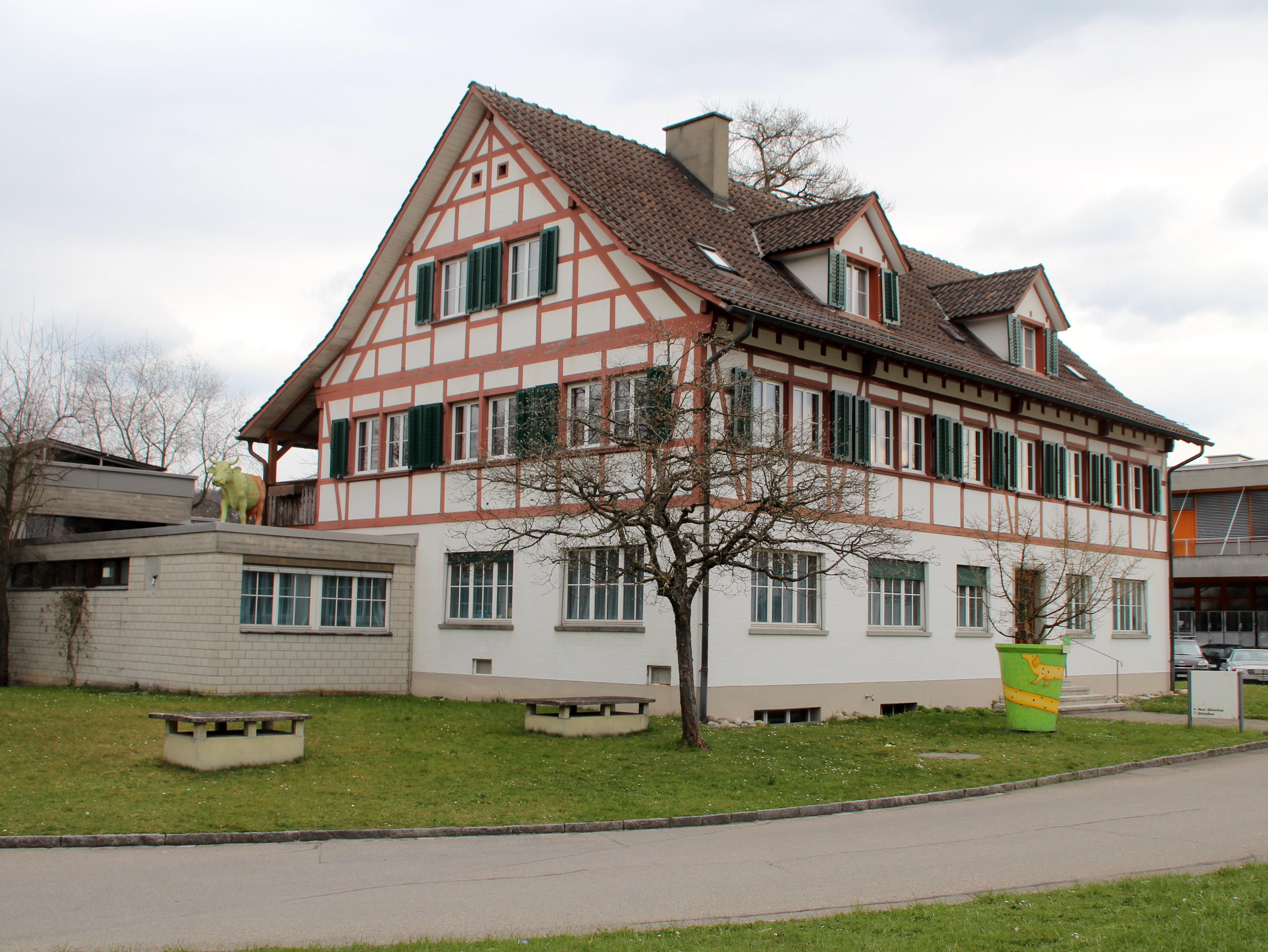
Das ehemalige «Chäshüsli» aus dem Landidörfli
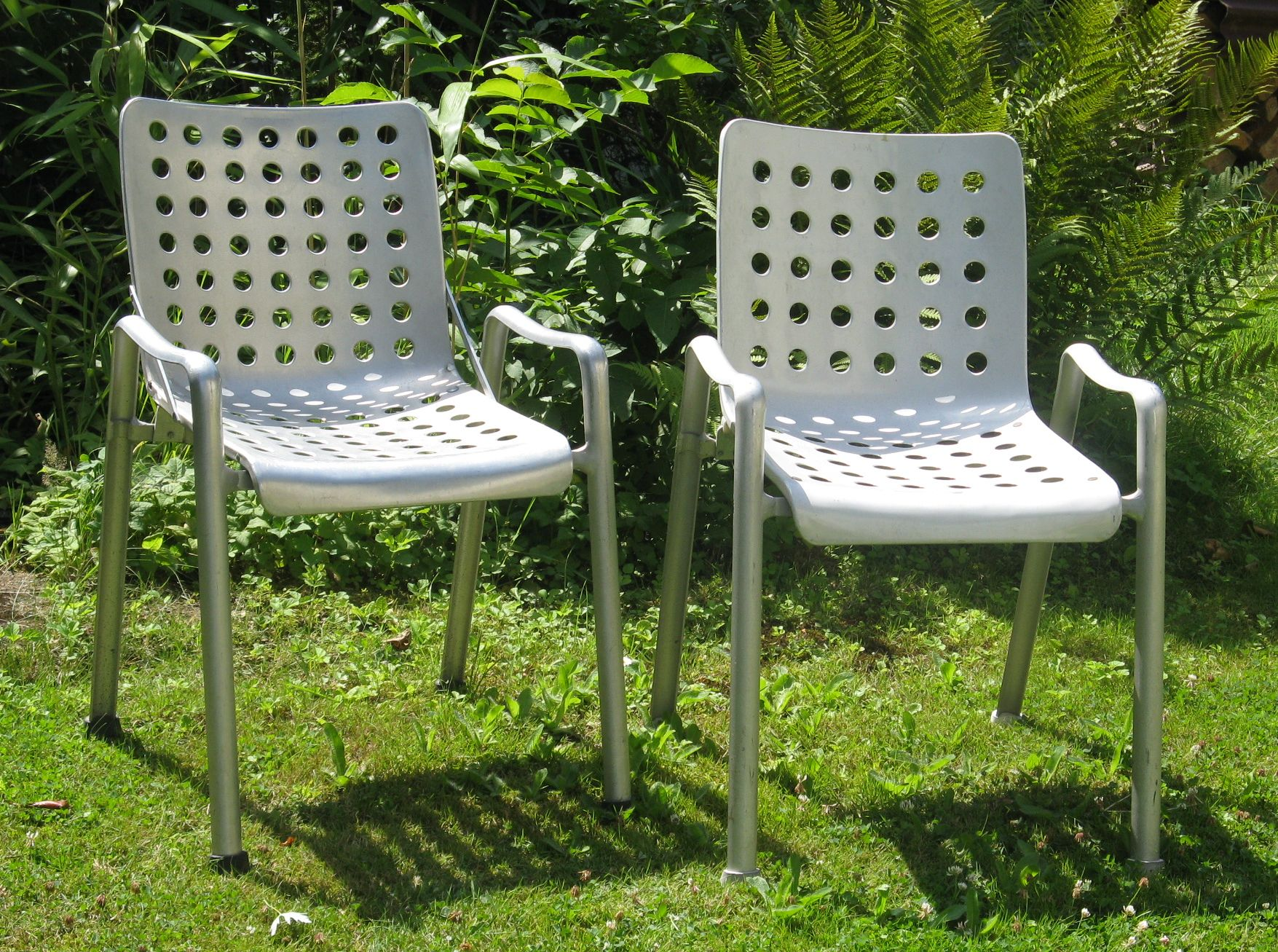
Landi-Stühle, links das Original mit je sieben Löchern pro Reihe, rechts die jüngere Version mit je sechs runden Auslassungen
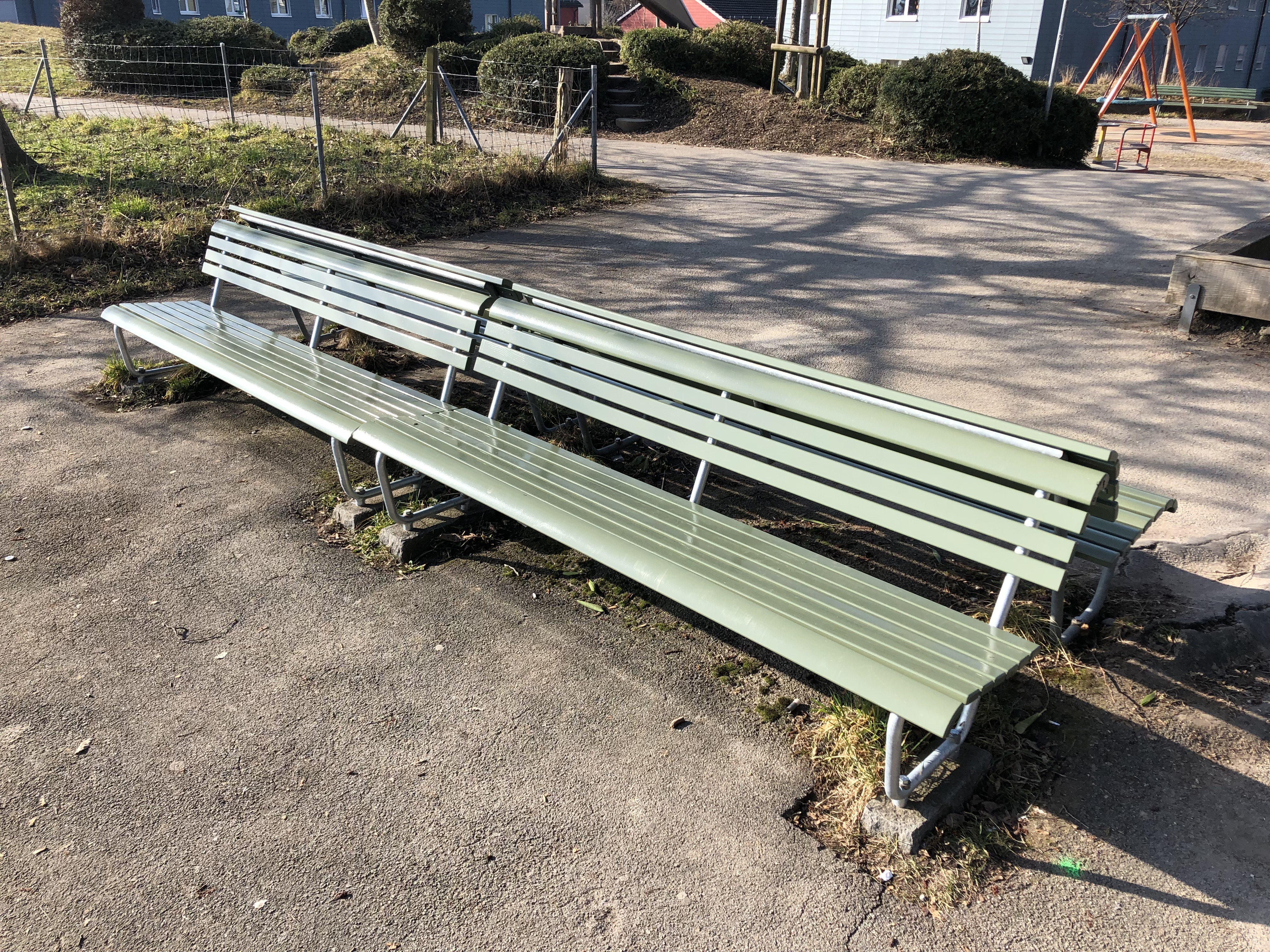
Landibank